# カメヤマ
カメヤマ株式会社（Kameyama Co.,Ltd)は、大阪府大阪市北区大淀中に本社を置く、蝋燭、線香などの冠婚葬祭器具を中心に扱うメーカー。亀山ローソク、カメヤマローソクの名で知られる。

## 概要
スパイラルキャンドル、キャンドルサービス、キャンドルリレー、故人の好物シリーズを生み出した国内ローソク最大手メーカー（国内シェア約5割、2021年現在）であるとともに、世界でも有数のキャンドルメーカーでもある。
2021年現在、年間約6,000トン、約3,500種類のローソク・キャンドルを製造・販売しているほか、子会社製の線香や、生活雑貨、文具、ジェルジュム、LEDキャンドルなどを直営店キャンドルハウスで販売している。
社是
「惜しいくらいはハネましょう」 － 品質を最重視しており、合格点に達していない製品は出荷しない
コーポレート・メッセージ
「ずっと、一緒に、生きていく。」

### 沿革
創業
1927年（昭和2年）に、元宮大工の谷川兵三郎（ひょうさぶろう）が、「引退後も神に仕える仕事がしたい」と三重県亀山市にて蝋燭の製造をおこなう「谷川蝋燭製造所」を創業。
スパイラルキャンドルの発明
1937（昭和12）年に家内手工業から機械を導入するとともに次男の谷川正士が入社、1938（昭和13年）に西洋の美術ローソクを参考にスパイラルキャンドルを日本で最初に発明し、諸外国に輸出。スウェーデンのキャンドルコンテストで入賞を果たした。
しかし、太平洋戦争による輸出停止や1941（昭和16）年に芯ガスから失火して工場を全焼するなど、苦難を極めた。戦後、1946年（昭和46年）に当社を法人組織に改組し、亀山蝋燭株式会社とし、品質にこだわりを持つ谷川正士が2代目社長に就任。
戦後の全国展開
1953年（昭和28年）、占領軍より20万本の競争入札の応需に成功。それを機に全国展開を開始。1963年（昭和38年）年に、日本石油と「カメヤマ100番」を共同開発。品質向上に努めた。
キャンドルの普及
創業50周年を機に1977年（昭和52年）に亀山ローソク株式会社に社名変更。翌1978年（昭和53）年、谷川正士が死去し、谷川誠士が3代目社長に就任。
1983年（昭和58年）にはカメヤマローソク株式会社へと社名を変更。キャンドルの普及のため、1985年（昭和60年）に東京・銀座にキャンドルショップ「C&LE」を開店。
1993年（平成5年）に関連会社を合併したのを機に、社名を現在のカメヤマ株式会社に改め、1995年（平成7年）にはキャンドルを中心とした生活雑貨を扱うキャンドルハウス事業部を発足、2000年（平成12年）には、東京・南青山に、キャンドルハウス事業本部を開設。
大阪移転とM&A
2001年（平成13年）に、大阪へ本社を移転させ、創業地亀山に「亀山本社工場」を設立。2003年（平成15）年にはパラフィン原料から液化天然ガス原料の新ローソク「灯しび」を開発。2019年（令和元年）5月には、線香業界大手の孔官堂など3社を完全子会社化し、製造、販売を譲受している。
2024年（令和6年）、本社工場隣接地にカメヤマローソクタウンを設立。キャンドルハウスを移転し、工場見学、キャンドル作り体験を有料で行っている。

### 受賞歴
- 2015年、「好物キャンドル」がグッドデザイン賞を受賞[2]
- 2018年、亀山市に文化保存継承資金1,000万円を寄付したことにより、国から紺綬褒章が授与された[3]

## ウェディングにおけるカメヤマ
キャンドルサービス
1959年（昭和34年）、欧米の結婚式を参考に当時の営業課長がキャンドルサービスを考案、自身の結婚式で実践した。その後、一般に普及させた。
パーティースタイル
2002年（平成14年）には、パーティースタイルウエディングを提案した。
キャンドルリレー
1990年代初頭にカジュアルなスタイルの結婚披露宴で登場した。ただし現在のキャンドルリレーとスタイルは異なり、最初の入場時とお色直しの再入場時に入口から新郎新婦の席まで列を作り、リレー形式によって灯すほか様々なスタイルがあった。その時点でキャンドルリレーがまだ定着しなかったのは、キャンドルの灯火をリレーをする意味合いが薄く、一方で点火するキャンドルがスパイラルやテーパーなど流蝋を伴うリスクがあったことが要因と推測される。カメヤマは5年の歳月をかけて2002年に独自の「キャンドルリレー」を提唱し、手に持って安全な透過型のリレー専用のキャンドルを開発した。
2007年からは、自在にカラーリングが可能なリキッドキャンドルを用いたスタイルを発表した。

## 主要な製品
神社仏閣葬儀供養用（神仏用）とウェディング・祝事・アロマ用に大別される。
神仏用
- 「徳用豆ダルマ」 － 家庭仏壇用。最多売上商品
- 「クリ・オ」 － 2004年発売。植物油原料の新ローソク
- 「灯しび」 － 2004年発売。液化天然ガスを原料として二酸化炭素排出量の少ない新ローソク
- 「花げしき」 - 1992年発売。ビャクダンの香りをベースにフローラルな花の香りを加えた線香。のちに「ラベンダーの香り」「カモミールの香り」「菩提樹の香り」「橙の香り」を発売。有煙タイプと煙少香タイプがある。
- 「花げしき 備長炭」 - 2001年発売。紀州備長炭を使用し、従来の煙少香タイプよりも香りと煙をさらに抑えた線香となっている。2006年には「花げしき 備長炭消臭線香」のローズ・バイオレット・ジャスミン・緑茶の4種類の香りの線香を発売。

### 故人の好物シリーズ
ビールやお寿司など生前故人が好きだった物をキャンドル化。50万個を売り上げるヒット商品となったほか、2015年にはグッドデザイン賞にも選ばれた。また、好物線香も開発した。
さらには、異業他社とコラボレーションして「故人の好物シリーズ」を展開。日々親しまれている食品そっくりのパッケージによる、ろうそく・線香などを企画・販売している。

#### コラボレーションの例
※は三重県及び東海地方（愛知県・岐阜県）に本社を置く企業とのコラボ商品。
食品・菓子
- カクダイ製菓「クッピーラムネ」線香※
- サクマ製菓「サクマドロップス」線香
- サクマ製菓「いちごみるく」線香
- セイカ食品「ボンタンアメ」線香
- 日清食品「カップヌードル」キャンドル
- 不二家「ミルキー」線香
- 井村屋「あずきバー」線香※

酒類
- 大関「ワンカップ大関」ローソク
- 大関「ワンカップ大関」線香
- 二階堂酒造「大分むぎ焼酎二階堂」ローソク
- 宮崎本店「キンミヤ焼酎」ローソク※

その他
- アイシア「黒缶」キャンドル
- コメダ 線香※
- 中日ドラゴンズ 線香※

## 支店等
神仏事業部、キャンドルハウス事業部共に、全国7大都市（札幌・仙台・東京・名古屋・大阪・広島・福岡）に支店やショールームを設けている。
また、キャンドルハウスとして、東京・南青山に直営店を運営。キャンドルのほか、文具、インテリア雑貨を販売している。
2024年、亀山ハイウェイオアシス館内にあったキャンドルハウスを本社工場脇に移転、工場見学、キャンドル作り体験も行えるカメヤマローソクタウンとして発展させた。

## 子会社等
- 孔官堂 － 大阪市にある老舗線香メーカー
- 松竹堂香舗 - 兵庫県淡路市にある線香メーカー
- 日本キャンドル協会 - 東京・南青山にあるキャンドル普及団体・製作者養成学校
- SINARAN VIETNAM - ベトナム・ダナンにあるロウソク生産工場[5]

## 広報活動
1969年よりテレビCMの放送を開始。以降、基本的に彼岸やお盆の時期のテレビ・ラジオでのスポットCMを中心に放送。1987年には当時の谷川誠士社長自ら出演したテレビCM「お線香 イエローサブマリン編」が放送され、話題となった。
1990年代には、色とりどりの袈裟を着たお坊さん5人がCMソングを歌うテレビCMが制作・放送された。一例として、
- 「お線香花げしき バイク編/ダンス編」（1993年）第33回ACC・CMフェスティバルテレビCM部門優秀賞受賞作
- 「お線香花げしきラベンダー ラベンダー編」（1997年、名古屋市の大須商店街で撮影。2000年には振付が変更され、鳥山あかねが1カットだけ出演したバージョンが制作・放送された。）
- 「お線香花げしきカモミール カモミール編」（1998年）
- 「ローソク カメヤマローソクここに在り編」（1998年。のちにお坊さんが出演しない「観光バス編」（2001年）や、女性3人がローソクを掲げて歌う「紺のパッケージ編」（2005年）が制作・放映された。）

2016年夏には、2007年の「花げしき備長炭消臭線香 炭琴編」以来約9年ぶりとなる「香りのお線香 たびだち」のテレビCM（BGMはアントニン・ドヴォルザーク作曲の「ユーモレスク」を使用）が制作・放送された。

### 提供番組
現在、提供番組はなし。
過去
- ボクらの時代（フジテレビ系） - 住友林業から引き継ぐ形で2017年4月から提供。しかし、数か月で降板。
- JNNフラッシュニュース（TBS系） - 1990年代前半頃、CBCテレビの火曜日放送時のローカルスポンサーを担当。提供読みは「線香とローソクのカメヤマローソク」だった。
- 朝だ!生です旅サラダ（朝日放送テレビ制作・テレビ朝日系） - 1993年頃に提供
- サタデープラス（毎日放送制作・TBS系） - 2017年3月のみ
- にじいろジーン（関西テレビ制作・フジテレビ系） ほか

## 不祥事
「毎日ローソク」虚偽宣伝事件
2004年、全国23か所で行った商品説明会において、ライバル企業である日本香堂の「毎日ローソク」や「青雲バイオレット」について、「安い粗悪な原料を使用しているため,倒れて火災が発生する」「毎日ローソクが原因で,関東では火災の発生率が高い」「火災の原因として毎日ローソクの箱を見せられた」などと虚偽の事実の説明を行い、同社製品の信用を故意に傷つけたとして不正競争行為差止等請求事件に発展、1,100万円の損害賠償と参加企業への訂正文の送付に至った。
「祈り」研究所舌禍事件
2021年9月28日、同社の社内組織「祈り」研究所が、同社の公式noteにて、「どのように「死」を迎えるか」と題する記事を更新、その中で「私だったらお経の代わりにロックを流して」「自分の死を考えるほどに余計なものは不要になっていく」などと発言、公式Twitterアカウントもこれを無批判にリツイートするに至った。これについて、同社の永年の主要顧客である日本の宗教界の反感を買い、他社製品への切り替えが行われるなどの事態に陥った。同日中に同社はこれを撤回、記事を削除し、「弊社社員が<中略>一個人として、生活者として感じた事を自由に綴っている内容であり、公式のものではございません」と謝罪するに至った。